# Old Boyfriends
Old Boyfriends és una pel·lícula dramàtica estatunidenca del 1979 dirigida per Joan Tewkesbury i escrita pels germans Paul i Leonard Schrader. La pel·lícula és protagonitzada per Talia Shire, Richard Jordan, Keith Carradine, John Belushi, John Houseman i Buck Henry. La pel·lícula fou estrenada el 22 de març de 1979 per Embassy Pictures.

## Argument
Dianne Cruise és una psicòloga clínica que pateix una crisi d'identitat i lluita amb el seu matrimoni. En un intent d'aprendre sobre ella mateixa, Dianne va de viatge per tornar a connectar amb tres dels seus antics xicots.
La seva primera parada és a Colorado, on apareix al plató d'un documental que està fent el seu xicot de la universitat, Jeff Turin. És un anunci de campanya per un polític estatal. El protagonista de l'anunci és Sam el pescador, que critica l'oponent polític per les polítiques que porten a la contaminació dels rierols. Al plató Sam el pescador coqueteja amb Cruise. Després que l'anunci s'hagi acabat de rodar, Cruise s'uneix al repartiment i a l'equip en un bar, on Sam intenta de nou seduir Cruise, sense èxit. Turin i Cruise comencen a parlar, i acorden retrobar-se la nit següent a l'aparcament.
Es retroben la nit següent i tornen a l'hotel de Cruise, on tenen sexe. Tots dos es diuen que estan casats, però Cruise li diu més tard a Turin que el seu marit s'ha suïcidat. Tuirn li diu a Cruise que la seva dona l'ha deixat i viu amb un artista al Canadà. Després d'una breu aventura, Cruise marxa sense acomiadar-se de Turin.
La segona destinació és Minneapolis, on troba el seu xicot de secundària, Eric Katz, que va iniciar un negoci de roba formal i està en una banda que toca a balls de secundària i a tristos salons d'hotel. Ella el troba trucant al seu negoci i demanant que li deixin un vestit formal per a una conferència a la qual assisteix. Quan Katz apareix a la seva habitació d'hotel, s'adona que Cruise és la seva exnòvia i la convida a veure dos dels seus espectacles. Intenta seduir-la però ella inicialment es nega. Després del segon espectacle, en un gimnàs de secundària, Cruise accepta dormir amb Katz. Condueixen amb el seu cotxe fins a un mirador. Cruise demana a Katz que fingeixi que la intimidi perquè tingui relacions sexuals, recreant un episodi de la seva relació a l'escola secundària en què la va convencer perquè tingués sexe i, posteriorment, en va presumir amb els seus amics i la va humiliar. Mentre fa creure a Katz que estan a punt de tenir relacions sexuals, Cruise treu a Katz del seu cotxe i després se'n va, deixant-lo al mirador sense pantalons i venjant el tractament anterior al qual la va sotmetre Katz.
Mentrestant, el seu xicot de la universitat, Turin, contracta un investigador privat, Art Kopple per trobar Cruise. Mentre estan a l'oficina de Kopple, fa algunes trucades telefòniques i troba el lloc de negocis i l'adreça de casa de Cruise. Turin va a la clínica on treballa Cruise, i el seu cap l'informa que va marxar bruscament i que el seu marit, David Brinks, segueix viu i no es va suïcidar. A continuació, Turin visita Brinks.
El tercer destí de Cruise és un poble petit, on intenta localitzar el seu primer xicot. Ella es registra a un hotel a l'altra banda del carrer de la casa de la infància de l'exnòvio. Cruise truca a la porta i coneix el germà petit i la mare del seu exnòvio. El germà petit, Wayne Van Til (Keith Carradine), informa a Cruise que el seu antic xicot va ser assassinat al Vietnam.
La mare confia a Cruise que Wayne ha quedat danyat per la mort del seu germà gran, encara viu a casa seva, no té feina ni amics.
Cruise s'ofereix treballar amb Wayne i ajudar-lo a recuperar-se del trauma emocional de la mort del seu germà gran. Cruise i Van Til, però, s'involucren sexualment, la qual cosa té un efecte negatiu en la salut emocional de Wayne i porta a la seva rehospitalització. Després de ser renyada per la mare de Wayne, Cruise va a l'hospital i es troba amb el psiquiatre de Van Til, el doctor Hoffman. El doctor Hoffman la condemna per haver infligit angoixa emocional a Wayne.
Al final de la pel·lícula, Turin s'enfronta a Cruise a casa seva i es retroben com a parella.

## Repartiment
- Talia Shire com a Dianne Cruise
- Richard Jordan com a Jeff Turin
- Keith Carradine com a Wayne Van Til
- John Belushi com a Eric Katz
- John Houseman com el Doctor Hoffman
- Buck Henry com a Art Kopple
- Nina Jordan com Dylan Turrin
- Gerrit Graham com a Sam el pescador
- P. J. Soles com a Sandy
- Bethel Leslie com a Sra. Van Til
- Joan Hotchkis com a Pamela Shaw
- William Bassett com a David Brinks
- Murphy Dunne com a jugador de teclat

## Producció
Old Boyfriends es va fer sense un acord de distribució. La pel·lícula tenia un cost de 2,5 milions de dòlars en efectiu i 0,5 milions de dòlars en descomptes. El marit de Talia, David Shire, va fer la banda sonora de la pel·lícula.

## Recepció
Old Boyfriends va rebre crítiques diverses quan es va llançar. Vincent Canby de The New York Times la va anomenar "una pel·lícula en la qual els personatges són més intel·ligents i interessants que qualsevol cosa que hagin de fer... L'escriptura gira d'anada i tornada. entre el bo i el terrible." Dale Pollock de Variety va escriure: "El que falta, tant en el guió dels Schraders com en la direcció de Tewkesbury, és un fort sentit de per què Shire està intentant recuperar el seu passat, a part de la curiositat ociosa. Com en altres pel·lícules de Schrader, els personatges es distancien amb cura, i només Jordan projecta una calidesa real." Gene Siskel de Chicago Tribune va donar a la pel·lícula 2,5 estrelles de 4 i va escriure que el seu to era "molt desigual" i tenia "massa històries". Hauria preferit que una relació, la de l'adult amb Richard Jordan, s'hagués examinat amb més detall. Ella i Jordan semblen una parella interessant. Però el seu acostament s'interromp bruscament i el que segueix després de la seva primera trobada sembla estar dictat per la teoria psicològica." Charles Champlin de Los Angeles Times va declarar: "Malgrat l'interludi estúpid amb Belushi, 'Old Boyfriends' és un drama romàntic tranquil i ben observat i un inici prometedor per a una carrera de direcció, que revela sobretot un do per evocar bones interpretacions." Gary Arnold de The Washington Post va escriure: "A 'Old Boyfriends' la directora Joan Tewkesbury i un repartiment talentós acaben sent ostatges d'un guió irrecuperable."
A Rottentomatoes, la pel·lícula té una puntuació del 53% a partir de 15 ressenyes.

## A la cultura popular
John Belushi interpreta "Jailhouse Rock" amb la banda de bar del seu personatge. Als teclats hi ha un company de Blues Brother Murphy Dunne. El mateix Belushi va triar els músics que van aparèixer com els seus companys de banda.